# Oliver Smith
Pour les articles homonymes, voir Smith.
Répertoire
- Les Noces, ballet (1945)
- Blanches colombes et vilains messieurs, film (1955)
- My Fair Lady, comédie musicale (1956)
- La traviata, opéra (1957)
- La Nuit de l'iguane, pièce (1961)
- Hello, Dolly!, comédie musicale (1964)
- Le Lac des cygnes, ballet (1967)
- L'Aide-mémoire, pièce (1972)
...
Oliver Smith, né le 13 février 1918 à Waupun (Wisconsin), mort le 23 janvier 1994 à New York (arrondissement de Brooklyn, État de New York), est un décorateur, directeur et producteur de théâtre américain, ayant principalement œuvré à Broadway.
Il est également artiste peintre et, occasionnellement, costumier au théâtre et chef décorateur au cinéma.

## Biographie
Après des études d'architecture à l'Université d'État de Pennsylvanie, dont il ressort diplômé en 1939, Oliver Smith s'installe définitivement à New York, dans le quartier de Brooklyn (où il meurt en 1994). En 1941 — fort d'une expérience d'artiste peintre (qu'il restera par la suite) et de ses connaissances en architecture —, il débute comme décorateur, collaborant avec les Ballets russes de Monte-Carlo (alors exilés, en raison de la Seconde Guerre mondiale), pour la création à Cincinnati du ballet Saratoga de Jaromír Weinberger. L'année suivante (1942), toujours avec les Ballets russes de Monte-Carlo, à l'occasion de la création du ballet Rodeo d'Aaron Copland, il collabore pour la première fois avec la chorégraphe Agnes de Mille, qu'il retrouvera à plusieurs reprises par la suite. Cette même année 1942, il fait ses débuts au théâtre à Broadway, avec Rosalinda, adaptation de l'opérette La Chauve-Souris de Johann Strauss II, chorégraphiée par George Balanchine, sous la direction musicale d'Erich Wolfgang Korngold (alors compositeur de musiques de films à Hollywood).
En 1944, en vue de la création du ballet Fancy Free (en) de Leonard Bernstein (intégré la même année à la comédie musicale On the Town), Oliver Smith entame deux autres collaborations fructueuses, avec le chorégraphe et metteur en scène Jerome Robbins d'une part, avec l'American Ballet Theatre (ABT, alors nommé Ballet Theatre) d'autre part. L'année d'après (1945), il devient codirecteur de l'ABT, aux côtés de Lucia Chase (en), exerçant à ce titre jusqu'en 1980 (année où Chase se retire), puis de 1989 à 1992 (avec Jane Hermann).
Au cours de sa longue et riche carrière à Broadway (sa dernière contribution originale est pour The Golden Age, pièce créée en 1984), Oliver Smith s'illustre principalement comme décorateur de comédies musicales et de pièces de théâtre, ainsi que de quelques revues. Pour les scènes new yorkaises, il est aussi producteur et (sur deux spectacles seulement) costumier. Parmi les plus grands succès auxquels il contribue — voir la rubrique "Théâtre à Broadway" ci-dessous —, mentionnons les comédies musicales My Fair Lady (créée en 1956, représentée 2 717 fois jusqu'en 1962) et Hello, Dolly! (créée en 1964, représentée 2 844 fois jusqu'en 1970), ainsi que la pièce Barefoot in the Park de Neil Simon, créée en 1963, jouée 1 530 fois jusqu'en 1967 (année où elle est adaptée au cinéma). My Fair Lady et Hello, Dolly! lui feront gagner deux Tony Awards des meilleurs décors — sept autres (sans compter quinze nominations !) lui seront décernés durant ladite carrière —. Parmi ses nombreux collaborateurs, outre ceux déjà nommés, citons les costumières Theoni V. Aldredge et Irene Sharaff, les metteurs en scène (et réalisateurs) George Abbott et Mike Nichols, ou encore les compositeurs Frederick Loewe, Richard Rodgers et Jule Styne, entre autres.
Dans le domaine de la musique classique, outre les ballets, Oliver Smith est également décorateur sur des productions d'opéras, notamment au Metropolitan Opera de New York en 1957, avec La traviata de Giuseppe Verdi. Enfin, il est chef décorateur au cinéma, à l'occasion de quatre films musicaux sortis dans les années 1950, dont Blanches colombes et vilains messieurs (1955), qui lui vaudra une nomination à l'Oscar de la meilleure direction artistique en 1956.

## Théâtre à Broadway
Créations, comme décorateur, sauf mention contraire ou complémentaire

### Comédies musicales
(sauf mention contraire)
- 1944 : The New Moon, musique et production de Sigmund Romberg, livret d'Oscar Hammerstein II, Frank Mandel et Laurence Schwab
- 1944 : On the Town, musique de Leonard Bernstein, paroles et livret de Betty Comden et Adolph Green, chorégraphie de Jerome Robbins, mise en scène de George Abbott, avec Betty Comden, Adolph Green, Nancy Walker, Alice Pearce (et producteur)
- 1945-1946 : Billion Dollar Baby, musique et orchestrations de Morton Gould, paroles et livret de Betty Comden et Adolph Green, chorégraphie de Jerome Robbins, costumes d'Irene Sharaff, mise en scène de George Abbott, avec Mitzi Green, James Mitchell
- 1946-1947 : Beggar's Holiday, musique de Duke Ellington, paroles et livret de John La Touche, d'après le livret de John Gay pour L'Opéra du gueux (The Beggar's Opera), mise en scène de Nicholas Ray, avec Alfred Drake, Zero Mostel, Herbert Ross
- 1947-1948 : Brigadoon, musique de Frederick Loewe, paroles et livret d'Alan Jay Lerner, chorégraphie d'Agnes de Mille, avec Pamela Britton, James Mitchell
- 1947-1949 : High Button Shoes, musique et paroles de Jule Styne et Sammy Cahn, livret de Stephen Longstreet, chorégraphie de Jerome Robbins, mise en scène de George Abbott, avec Nanette Fabray
- 1948 : Look, Ma, I'm dancin' !, musique et paroles de Hugh Martin, livret de Jerome Lawrence et Robert E. Lee, mise en scène et chorégraphie de George Abbott et Jerome Robbins, avec Nancy Walker, Herbert Ross
- 1949 : Along Fifth Avenue, revue, musique de Gordon Jenkins, paroles de Tom Adair, sketches de Charles Sherman et Nat Hiken, avec Jackie Gleason, Nancy Walker
- 1949-1950 : Miss Liberty, musique et paroles d'Irving Berlin, livret de Robert E. Sherwood, mise en scène de Moss Hart, chorégraphie de Jerome Robbins, production de Berlin, Sherwood et Hart, avec Eddie Albert, Charles Dingle (et lumières)
- 1949-1951 : Les hommes préfèrent les blondes (Gentlemen prefer Blondes), musique de Jule Styne, paroles de Leo Robin, livret de Joseph Fields et Anita Loos, d'après un roman de cette dernière, chorégraphie d'Agnes de Mille, avec Carol Channing
- 1950 : Brigadoon, reprise
- 1950-1951 : Bless You All, revue, musique et paroles d'Harold Rome, sketches d'Arnold Auerbach, avec Gene Barry, Jules Munshin (et producteur)
- 1951-1952 : La Kermesse de l'Ouest (Paint your Wagon), musique de Frederick Loewe, paroles et livret d'Alan Jay Lerner, mise en scène de Daniel Mann, chorégraphie d'Agnes de Mille, avec James Mitchell (adaptée au cinéma en 1969)
- 1952-1953 : Pal Joey, reprise, musique de Richard Rodgers, paroles de Lorenz Hart, livret de John O'Hara, production de Jule Styne et Leonard Key, avec Lionel Stander, Elaine Stritch (adaptée au cinéma en 1957)
- 1953 : Carnival in Flanders, musique de James Van Heusen, paroles de Johnny Burke, livret (et mise en scène) de Preston Sturges, d'après le film La Kermesse héroïque (1935) de Jacques Feyder
- 1954 : Carousel, reprise, musique de Richard Rodgers, paroles et livret d'Oscar Hammerstein II, d'après la pièce Liliom de Ferenc Molnár, chorégraphie d'Agnes de Mille
- 1954 : On Your Toes, reprise, musique de Richard Rodgers, paroles de Lorenz Hart, livret de Richard Rodgers, Lorenz Hart et George Abbott, mise en scène et production de George Abbott, chorégraphie de George Balanchine, costumes d'Irene Sharaff, avec Elaine Stritch, Vera Zorina
- 1956-1957 : Mr. Wonderful, musique et paroles de Jerry Bock, Larry Holofcener et George Weiss, livret de Joseph Stein et Will Glickman, production de Jule Styne et George Gilbert, avec Sammy Davis, Jr. et Sr.
- 1956-1962 : My Fair Lady, musique de Frederick Loewe, paroles et livret d'Alan Jay Lerner, mise en scène de Moss Hart, costumes de Cecil Beaton, avec Julie Andrews, Rex Harrison, Robert Coote, Stanley Holloway, Cathleen Nesbitt
- 1957 : Carousel (avec James Mitchell) et Brigadoon, reprises
- 1957-1959 : West Side Story, drame musical, musique de Leonard Bernstein, paroles de Stephen Sondheim, livret d'Arthur Laurents, orchestrations de Leonard Bernstein, Sid Ramin et Irwin Kostal, chorégraphie et mise en scène de Jerome Robbins, costumes d'Irene Sharaff
- 1957-1959 : Jamaica, musique d'Harold Arlen, paroles de Yip Harburg, livret de Fred Saidy et Yip Harburg, avec Lena Horne, Ricardo Montalban, Ossie Davis, Erik Rhodes
- 1958-1959 : Say, Darling, musique de Jule Styne, paroles de Betty Comden et Adolph Green, livret d'Abe Burrows, Marian et Richard Bissell (en), production de Jule Styne et Lester Osterman Jr., avec Vivian Blaine, David Wayne, Jerome Cowan, Elliott Gould
- 1958-1959 : Au rythme des tambours fleuris (Flower Drum Song), musique de Richard Rodgers, paroles d'Oscar Hammerstein II, livret de Joseph Fields et Oscar Hammerstein II, d'après un roman de C. Y. Lee, orchestrations de Robert Russell Bennett, mise en scène de Gene Kelly, costumes d'Irene Sharaff, avec Larry Blyden (adaptée au cinéma en 1961)
- 1959 : Juno, musique et paroles de Marc Blitzstein, livret de Joseph Stein, d'après la pièce Junon et le Paon (Juno and the Paycock) de Seán O'Casey, orchestrations de Robert Russell Bennett, Marc Blitzstein et Hershy Kay, mise en scène de José Ferrer, chorégraphie d'Agnes de Mille, costumes d'Irene Sharaff, avec Melvyn Douglas, Shirley Booth, Jean Stapleton (et producteur)
- 1959-1960 : Destry rides again, musique et paroles d'Harold Rome, livret de Leonard Gershe, chorégraphie et mise en scène de Michael Kidd, avec Andy Griffith
- 1959-1960 : Take me along, musique et paroles de Bob Merrill, livret de Joseph Stein et Robert Russell, d'après la pièce Ah, Solitude ! (Ah, Wilderness !) d'Eugene O'Neill, mise en scène de Peter Glenville, avec Jackie Gleason, Walter Pidgeon, Una Merkel
- 1959-1963 : La Mélodie du bonheur (The Sound of Music), musique de Richard Rodgers, paroles d'Oscar Hammerstein II, livret d'Howard Lindsay et Russel Crouse, mise en scène de Vincent J. Donehue, avec Mary Martin, Theodore Bikel, Kurt Kasznar
- 1960 : West Side Story, reprise
- 1960-1962 : The Unsinkable Molly Brown, musique et paroles de Meredith Willson, livret de Richard Morris, mise en scène de Dore Schary (adaptée au cinéma en 1964)
- 1960-1963 : Camelot, musique de Frederick Loewe, paroles et livret d'Alan Jay Lerner, mise en scène de Moss Hart, costumes d'Adrian et Tony Duquette, orchestrations de Robert Russell Bennett et Philip J. Lang, avec Julie Andrews, Richard Burton, Robert Coote, John Cullum, Robert Goulet, Roddy McDowall
- 1961 : Show Girl, revue, musique, paroles et sketches de Charles Gaynor, costumes d'Orry-Kelly pour Carol Channing, avec Carol Channing, Jules Munshin (et producteur)
- 1961-1962 : Prendre le large (Sail Away), musique, paroles, livret et mise en scène de Noël Coward, avec Margalo Gillmore, Elaine Stritch (et costumier avec Helene Pons)
- 1961-1962 : The Gay Life, musique d'Arthur Schwartz, paroles d'Howard Dietz, livret de Fay et Michael Kanin, d'après la pièce Anatol d'Arthur Schnitzler, mise en scène des numéros musicaux d'Herbert Ross, avec Jules Munshin, Elizabeth Allen, Walter Chiari, Barbara Cook
- 1963 : Brigadoon, reprise (et producteur)
- 1963-1964 : 110 in the Shade, musique d'Harvey Schmitt, paroles de Tom Jones, livret de N. Richard Nash, chorégraphie d'Agnes de Mille, avec Lesley Ann Warren, Will Geer
- 1963-1964 : The Girl who came to supper, musique et paroles de Noël Coward, livret d'Harry Kurnitz, d'après la pièce The Sleeping Prince de Terence Rattigan, costumes d'Irene Sharaff, avec José Ferrer, Florence Henderson, Irene Browne
- 1964 : West Side Story, reprise
- 1964-1965 : Ben Franklin in Paris, musique de Mark Sandrich Jr., paroles et livret de Sidney Michaels, mise en scène et chorégraphie de Michael Kidd, avec Robert Preston
- 1964-1965 : Bajour, musique et paroles de Walter Marks, livret d'Ernest King, avec Mae Questel, Herschel Bernardi, Paul Sorvino
- 1964-1970 : Hello, Dolly!, musique et paroles de Jerry Herman, livret de Michael Stewart, d'après la pièce The Matchmaker de Thornton Wilder, mise en scène et chorégraphie de Gower Champion, avec Carol Channing (puis Ethel Merman), Eileen Brennan
- 1965 : Kelly, comédie musicale, musique de Moose Charlap, paroles et livret d'Eddie Lawrence, mise en scène et chorégraphie d'Herbert Ross, avec Mickey Shaughnessy, Jesse White
- 1965 : Baker Street, musique et paroles de Marian Grudeff et Raymond Jessel, livret de Jerome Coopersmith, avec Martin Gabel, Fritz Weaver, Christopher Walken
- 1965-1966 : On a Clear Day you can see Forever, musique de Burton Lane, paroles et livret d'Alan Jay Lerner, orchestrations de Robert Russell Bennett, chorégraphie d'Herbert Ross, avec John Cullum, Barbara Harris
- 1966 : Petit Déjeuner chez Tiffany (Breakfast at Tiffany's), musique et paroles de Bob Merrill, livret d'Edward Albee, d'après le roman éponyme de Truman Capote, chorégraphie de Michael Kidd, avec Richard Chamberlain, Mary Tyler Moore, Sally Kellerman
- 1966-1968 : I do ! I do !, musique d'Harvey Schmidt, paroles et livret de Tom Jones, mise en scène de Gower Champion, avec Mary Martin, Robert Preston
- 1967-1968 : Illya Darling, musique de Mános Hadjidákis, paroles de Joe Darion, livret (et mise en scène) de Jules Dassin, d'après son film Jamais le dimanche (Ποτέ την κυριακή ; 1960), costumes de Theoni V. Aldredge, avec Melina Mercouri, Orson Bean
- 1967-1968 : How now, Dow Jones, musique d'Elmer Bernstein, paroles de Carolyn Leigh, livret de Max Shulman, mise en scène de George Abbott
- 1968 : Darling of the Day, musique de Jule Styne, paroles de Yip Harburg, livret de Nunnally Johnson, costumes de Raoul Pène Du Bois, avec Vincent Price
- 1969 : Dear World, musique et paroles de Jerry Herman, livret de Jerome Lawrence et Robert E. Lee, d'après The Madwoman of Chaillot (adaptation par Maurice Valency de la pièce La Folle de Chaillot de Jean Giraudoux), mise en scène et chorégraphie de Joe Layton, avec Angela Lansbury
- 1969 : Come Summer, musique de David Baker, paroles et livret de Will Holt, d'après Rainbow on the Road d'Esther Forbes, mise en scène d'Agnes de Mille, avec Margaret Hamilton
- 1969-1970 : Jimmy, musique et paroles de Patty et Bill Jacob, livret de Melville Shavelson
- 1970-1971 : Lovely Ladies, Kind Gentlemen, musique et paroles de Stan Freeman et Franklin Underwood, livret de John Patrick
- 1972 : Lost in the Stars, tragédie musicale, reprise, musique, arrangements et orchestrations de Kurt Weill, paroles et livret de Maxwell Anderson, d'après le roman Pleure, ô pays bien-aimé (Cry, the Beloved Country) d'Alan Paton, avec Giancarlo Esposito, Jack Gwillim
- 1973 : Tricks, musique de Jerry Blatt, paroles de Lonnie Burstein, livret de Jon Jory, d'après la pièce Les Fourberies de Scapin de Molière, avec René Auberjonois
- 1973-1974 : Gigi, musique de Frederick Loewe, paroles et livret d'Alan Jay Lerner, d'après le film musical éponyme de 1958, avec Alfred Drake, Agnes Moorehead (puis Arlene Francis)
- 1975 : Hello, Dolly!, reprise
- 1976-1977 : My Fair Lady, reprise
- 1978 : Hello, Dolly!, reprise
- 1979 : Carmelina, musique de Burton Lane, paroles d'Alan Jay Lerner, livret d'Alan Jay Lerner et Joseph Stein, mise en scène de José Ferrer, avec Cesare Siepi
- 1980 : West Side Story, reprise
- 1981 : My Fair Lady, reprise

### Pièces
- 1944-1945 : The Perfect Marriage de (et mise en scène par) Samson Raphaelson, avec Helen Flint, Miriam Hopkins, Victor Jory
- 1946 : Huis clos (No Exit) de Jean-Paul Sartre, adaptation de Paul Bowles, mise en scène de John Huston, avec Annabella, Claude Dauphin (producteur seulement)
- 1947 : Topaze de Marcel Pagnol, adaptation de Benn W. Levy, reprise, avec Tilly Losch
- 1948 : Me and Molly de (et avec) Gertrude Berg (producteur seulement)
- 1953-1954 : In the Summer House de Jane Bowles, musique de scène de Paul Bowles, mise en scène de José Quintero, avec Judith Anderson, Mildred Dunnock, Jean Stapleton (et producteur)
- 1954 : The Burning Glass de Charles Morgan, avec Cedric Hardwicke, Walter Matthau, Isobel Elsom
- 1955-1956 : Will Success spoil Rock Hunter de (et mise en scène par) George Axelrod, production de Jule Styne, avec Orson Bean, Martin Gabel, Jayne Mansfield, Walter Matthau
- 1956-1958 : Auntie Mame de Jerome Lawrence et Robert E. Lee, d'après le roman éponyme de Patrick Dennis, mise en scène de Morton DaCosta, avec Rosalind Russell (adaptée au cinéma en 1958)
- 1957 : A Clearing in the Woods d'Arthur Laurents, avec Robert Culp (et producteur)
- 1957 : Eugenia de Randolph Carter, d'après le roman Les Européens (The Europeans) d'Henry James, avec Tallulah Bankhead
- 1957-1958 : A Visit to a Small Planet de Gore Vidal
- 1957-1958 : Léocadia (Time remembered) de Jean Anouilh, adaptation de Patricia Moyes, musique de scène, paroles et orchestrations de Vernon Duke, avec Richard Burton, Helen Hayes, Susan Strasberg
- 1957-1958 : Nude with Violin de (et mise en scène par) Noël Coward, avec Noël Coward
- 1958 : Present Laughter, reprise, de (et mise en scène par) Noël Coward, avec Eva Gabor, Noël Coward
- 1958 : Winesburg, Ohio de Christopher Sergel, adaptation du roman éponyme de Sherwood Anderson, costumes de Dorothy Jeakins, avec Leon Ames, Dorothy McGuire, Claudia McNeil, James Whitmore, Ian Wolfe
- 1959 : Chéri d'Anita Loos, d'après le roman éponyme de Colette, avec Horst Buchholz
- 1959-1960 : Five Finger Exercise de Peter Shaffer, mise en scène de John Gielgud, avec Jessica Tandy
- 1959-1960 : Goodbye, Charlie de (et mise en scène par) George Axelrod, avec Lauren Bacall, Sydney Chaplin
- 1960-1961 : A Taste of Honey de Shelagh Delaney, mise en scène de Tony Richardson et George Devine, avec Angela Lansbury, Joan Plowright, Nigel Davenport, Andrew Ray, Billy Dee Williams (adaptée au cinéma en 1961)
- 1960-1961 : Becket ou l'Honneur de Dieu (Becket) de Jean Anouilh, adaptation de Lucienne Hill, mise en scène de Peter Glenville, avec Laurence Olivier, Anthony Quinn
- 1960-1961 : Under the Yum-Yum Tree de Laurence Roman, avec Gig Young
- 1961 : Daughter of Silence de Morris L. West, mise en scène de Vincent J. Donehue, avec Rip Torn, Emlyn Williams (et costumier avec Helene Pons)
- 1961-1962 : La Nuit de l'iguane (The Night of the Iguana) de Tennessee Williams, avec Bette Davis, Patrick O'Neal (adaptée au cinéma en 1964)
- 1961-1964 : Mary, Mary de Jean Kerr, costumes de Theoni V. Aldredge, avec Barbara Bel Geddes, Barry Nelson, Michael Rennie, John Cromwell
- 1962 : Romulus le Grand (Romulus - titre original : Romulus der Grosse) de Friedrich Dürrenmatt, adaptation de Gore Vidal, avec Russell Collins, Howard Da Silva, Cathleen Nesbitt
- 1962 : Come on Strong de Garson Kanin, avec Carroll Baker, Van Johnson
- 1962-1963 : Lord Pengo de S.N. Behrman, mise en scène de Vincent J. Donehue, avec Charles Boyer, Agnes Moorehead, Henry Daniell
- 1962 : Tiger, Tiger burning bright de Peter S. Feibleman, mise en scène de Joshua Logan, avec Claudia McNeil
- 1963 : Natural Affection de William Inge, mise en scène de Tony Richardson, avec Tom Bosley (et producteur)
- 1963 : Children from their Games d'Irwin Shaw, production de Roger L. Stevens et Sam Wanamaker, avec Martin Gabel, Gene Hackman
- 1963-1967 : Barefoot in the Park de Neil Simon, mise en scène de Mike Nichols, avec Kurt Kasznar, Robert Redford (adaptée au cinéma en 1967)
- 1964 : The Chinese Prime Minister d'Enid Bagnold, avec Margaret Leighton, Alan Webb, John Williams
- 1964 : Dylan de Sidney Michaels, mise en scène de Peter Glenville, avec Alec Guinness
- 1964 : Beekman Place de (et mise en scène par) Samuel A. Taylor, avec George Coulouris, Arlene Francis
- 1964 : I was dancing d'Edwin O'Connor, mise en scène de Garson Kanin, avec Orson Bean, Burgess Meredith
- 1964-1965 : Slow Dance on the Killing Ground de William Hanley, coproduite par Hume Cronyn
- 1964-1965 : Poor Richard de Jean Kerr, costumes de Theoni V. Aldredge, avec Alan Bates, Gene Hackman
- 1964-1967 : Luv de Murray Schisgal, mise en scène de Mike Nichols, costumes de Theoni V. Aldredge, avec Alan Arkin, Eli Wallach
- 1965 : A Very Rich Woman de Ruth Gordon, libre adaptation de la pièce Les Joies de la famille de Philippe Hériat, mise en scène de Garson Kanin, avec Ruth Gordon, Ernest Truex, Raymond Walburn
- 1965-1967 : The Odd Couple de Neil Simon, mise en scène de Mike Nichols, avec Art Carney, Walter Matthau
- 1965-1968 : Fleur de cactus (Cactus Flower) de Pierre Barillet et Jean-Pierre Grédy, adaptée et mise en scène par Abe Burrows, costumes de Theoni V. Aldredge, avec Lauren Bacall, Barry Nelson
- 1966 : The Best Laid Plans de Gwen Davis
- 1966-1967 : The Star-Spangled Girl de Neil Simon, mise en scène de George Axelrod, avec Richard Benjamin, Anthony Perkins, Connie Stevens
- 1967 : Song of the Grasshoper d'Alfonso Paso, adaptation de William Layton et Augustin Penon, avec Alfred Drake
- 1968 : Weekend de Gore Vidal, costumes de Theoni V. Aldredge, avec John Forsythe, Kim Hunter
- 1968 : The Exercise de Lewis John Carlino (et producteur)
- 1968-1970 : Plaza Suite de Neil Simon, mise en scène de Mike Nichols, avec George C. Scott, Maureen Stapleton
- 1969 : But, Seriously... de Julius J. Epstein, avec Richard Dreyfuss
- 1969 : Un bon patriote (A Patriot for Me) de John Osborne, mise en scène de Peter Glenville, avec Maximilian Schell, Dennis King, Tommy Lee Jones, Richard Jordan
- 1969-1970 : Indians d'Arthur Kopit, avec Stacy Keach, Charles Durning, Raul Julia, Sam Waterston
- 1969 : Last of the Red Hot Lovers de Neil Simon, avec James Coco, Doris Roberts
- 1970-1971 : House of Dunkelmayer, Betty, Toreador et The Swingers, quatre pièces en un acte adaptées et mises en scène par Abe Burrows, avec Sid Caesar, Carol Channing, Tommy Lee Jones
- 1972 : L'Aide-mémoire (The Little Black Book) de Jean-Claude Carrière, adaptation de Jerome Kilty, reprise, mise en scène de Miloš Forman, avec Richard Benjamin, Delphine Seyrig
- 1973 : The Women de Clare Boothe Luce, reprise, mise en scène de Morton DaCosta, avec Rhonda Fleming, Kim Hunter, Myrna Loy, Alexis Smith
- 1974-1975 : All over Town de Murray Schisgal, mise en scène de Dustin Hoffman
- 1975 : Don't call back de Russel O'Neil, avec Arlene Francis
- 1975-1976 : The Royal Family de George S. Kaufman et Edna Ferber, reprise, avec Rosemary Harris
- 1976 : L'Héritière (The Heiress) de Ruth et Augustus Goetz, d'après le roman Washington Square d'Henry James, reprise, avec Jane Alexander, Richard Kiley (adaptée au cinéma en 1949)
- 1978 : Do you turn Sommersaults ? d'Alexeï Arbouzov, adaptation d'Ariadne Nicolaeff, avec Mary Martin, Anthony Quayle
- 1978 : First Monday in October de Jerome Lawrence et Robert E. Lee, avec Henry Fonda, Jane Alexander, Larry Gates
- 1980 : Clothes for a Summer Hotel de Tennessee Williams, mise en scène de José Quintero, avec Geraldine Page
- 1980-1981 : Lunch Hour de Jean Kerr, mise en scène de Mike Nichols, avec Gilda Radner, Sam Waterston, Susan Kellerman, Max Wright
- 1980-1981 : Mixed Couples de James Prideaux, avec Julie Harris, Geraldine Page, Rip Torn
- 1981 : A Talent for Murder de Jerome Chodorov et Norman Panama, avec Jean-Pierre Aumont, Claudette Colbert
- 1982-1983 : 84 Charing Cross Road, adaptation de James Roose-Evans, d'après le roman éponyme d'Helene Hanff, avec Ellen Burstyn, Joseph Maher
- 1984 : The Golden Age d'A.R. Gurney Jr., d'après la nouvelle Les Papiers d'Aspern (The Aspern Papers) d'Henry James, avec Stockard Channing, Jeff Daniels

## Autres contributions scéniques (sélection)
Décorateur, sauf mention contraire ou complémentaire

### Ballets
Par l'American Ballet Theatre, sauf mention contraire
- 1941 : Saratoga, musique et livret de Jaromír Weinberger, chorégraphie de (et avec) Léonide Massine (Ballets russes de Monte-Carlo, Cincinnati puis Metropolitan Opera House, New York)
- 1942 : Rodeo, musique d'Aaron Copland, chorégraphie de (et avec) Agnes de Mille (Ballets russes de Monte-Carlo, Metropolitan Opera House, New York)
- 1944 : Fancy Free (en), musique de Leonard Bernstein, chorégraphie de (et avec) Jerome Robbins (Metropolitan Opera House, New York)
- 1945 : Les Noces, musique d'Igor Stravinsky, chorégraphie de Jerome Robbins (New York State Theatre, New York)
- 1946 : Interplay, musique de Morton Gould, chorégraphie de Jerome Robbins, costumes d'Irene Sharaff (Broadway Theatre, New York ; et producteur, conjointement avec Lucia Chase)
- 1946 : Pillar of Fire, musique d'Arnold Schönberg (Broadway Theatre, New York ; producteur seulement, conjointement avec Lucia Chase)
- 1946 : Fancy Free (en) sus-visé, reprise, avec Michael Kidd (Broadway Theatre, New York ; et producteur, conjointement avec Lucia Chase)
- 1946 : Facsimile, musique de Leonard Bernstein, chorégraphie de (et avec) Jerome Robbins, costumes d'Irene Sharaff (Broadway Theatre, New York)
- 1948 : Fall River Legend, musique de Morton Gould, chorégraphie d'Agnes de Mille (Metropolitan Opera House, New York)
- 1956 : Rib of Eve, musique de Morton Gould, chorégraphie d'Agnes de Mille, costumes d'Irene Sharaff, avec James Mitchell (Metropolitan Opera House, New York)
- 1967 : Le Lac des cygnes (Lebedinoïe ozero), musique de Piotr Ilitch Tchaïkovski, chorégraphie de David Blair, d'après celle originale de Marius Petipa et Lev Ivanov (Civic Opera House, Chicago)
- 1968 : Giselle, musique d'Adolphe Adam, chorégraphie de David Blair (Metropolitan Opera House, New York)
- 1970 : Petrouchka, musique d'Igor Stravinsky, chorégraphie de Michel Fokine, décors et costumes d'Alexandre Benois (New York State Theatre, New York ; superviseur des décors)

### Opéras ou opérettes
- 1942-1944 : Rosalinda, opérette d'après La Chauve-Souris (Die Fledermaus) de Johann Strauss II, nouveaux paroles de Paul Kerby, livret de John Meehan Jr. et Gottfried Reinhardt, d'après une version adaptée de Max Reinhardt (superviseur de production), chorégraphie de George Balanchine, direction musicale Erich Wolfgang Korngold, avec Gene Barry, Shelley Winters (divers théâtres, Broadway, New York)
- 1944 : Rhapsody, opérette sur des musiques de Fritz Kreisler, paroles de John La Touche, livret de Leonard Louis Levinson et Arnold Sundgaard, d'après une histoire d'A.N. Nagler, arrangements de Robert Russell Bennett (New Century Theatre, Broadway, New York)
- 1954 : The Tender Land (en), musique d'Aaron Copland, mise en scène de Jerome Robbins, avec Norman Treigle, direction musicale Thomas Schippers (New York City Opera, New York)
- 1956-1957 : Candide, opérette, musique de Leonard Bernstein, paroles de Richard Wilbur, John La Touche et Dorothy Parker, livret de Lillian Hellman, d'après Candide de Voltaire, orchestrations d'Hershy Kay et Leonard Bernstein, mise en scène de Tyrone Guthrie, costumes d'Irene Sharaff, avec Barbara Cook (Martin Beck Theatre, Broadway, New York)
- 1957 : La traviata, musique de Giuseppe Verdi, mise en scène de Tyrone Guthrie, avec Renata Tebaldi (Metropolitan Opera House, New York ; production reprise jusqu'en 1963)
- 1961 : Martha, musique de Friedrich von Flotow, avec Victoria de los Ángeles, Richard Tucker, Teresa Stratas (Metropolitan Opera House, New York ; production reprise en 1967)
- 1968 : Carmen, musique de Georges Bizet, avec Marilyn Horne, direction musicale Henry Lewis (Opera Company of Boston (en), Boston)
- 1971 : The Most Important Man, musique de Gian Carlo Menotti (New York City Opera, New York)
- 1978 : Naughty Marietta (opérette) (en), musique de Victor Herbert (New York City Opera, New York)

## Cinéma
Chef décorateur
- 1953 : Tous en scène (The Band Wagon) de Vincente Minnelli (décors des numéros musicaux)
- 1955 : Blanches colombes et vilains messieurs (Guys and Dolls) de Joseph L. Mankiewicz
- 1955 : Oklahoma ! de Fred Zinnemann
- 1959 : Porgy and Bess d'Otto Preminger

## Récompenses (sélection)
Neuf Tony Awards des meilleurs décors ("Tony Award for Best Scenic Design") gagnés :
- En 1957 (11e cérémonie), pour My Fair Lady ;
- En 1958 (12e cérémonie), pour West Side Story ;
- En 1960 (14e cérémonie), pour La Mélodie du bonheur ;
- En 1961 (15e cérémonie), deux récompenses, pour Camelot (catégorie "Musical") et Becket (catégorie "Dramatic") ;
- En 1964 (18e cérémonie), pour Hello, Dolly! ;
- Et en 1965 (19e cérémonie), trois récompenses, pour Baker Street (catégorie "Musical"), Luv et The Odd Couple (catégorie "Dramatic") — plus, lors de cette même cérémonie, un "Special Tony Award", pour sa carrière —.